# Hesel
Hesel ist eine Gemeinde im Landkreis Leer in Niedersachsen und gehört zur Samtgemeinde Hesel, deren Verwaltungssitz sie ist.

## Lage
Hesel liegt zentral in Ostfriesland auf der Kreuzung des ostfriesisch-oldenburgischen Geestrückens mit einem Ausläufer der Geest in Richtung Leer. Die Heseler Umgegend ist eine der höchstgelegenen Regionen Ostfrieslands. Die höchste Erhebung des Gemeindegebiets im Heseler Wald liegt 17 Meter über NN. Die Böden sind eher sandig, um die Geest herum gab es viele Moorgebiete, die heute alle abgetorft sind und deutlich niedriger liegen als die Geest. Entwässert wird Hesel nach Norden in den Fluss Bagbander Ehe und nach Süden in die Holtlander Ehe.

## Gemeindegliederung
Die Gemeinde nimmt einen Großteil der Fläche der Samtgemeinde Hesel ein, nicht zuletzt, da mehrere kleine Orte nach Hesel eingemeindet wurden. Folgende Dörfer gehören zur Gemeinde Hesel:
| - Beningafehn - Kleinhesel - Kiefeld - Hasselt | - Stikelkamp - Heseler Hörn - Neuemoor |

## Geschichte

### Prähistorie
Hesel ist eine alte Ortschaft. Hier wurde eine prähistorische Feuerstelle gefunden, die etwa 10.000 Jahre alt ist. Das ist das älteste Zeugnis menschlicher Kultur in Ostfriesland. Auch viele weitere vorgeschichtliche Spuren fanden sich in Hesel. Zuletzt wurden beim Bau eines Marktes Spuren einer 3000 Jahre alten Kultstätte entdeckt. Der älteste gefundene Hausgrundriss stammt aus der Zeit um 2000 v. Chr. Zudem finden sich zahlreiche prähistorische Grabhügel in Hesel. Bis zum 5. Jahrhundert v. Chr. war das Heseler Gebiet kontinuierlich besiedelt, danach folgt eine Siedlungslücke bis ins Frühmittelalter. Etwa für die Zeit um 800 herum können wieder menschliche Siedlungen nachgewiesen werden.

### Münzfund
In der Nähe der Klosterwüstung Barthe wurde 1838 ein Schatz von etwa 800 friesischen Silbermünzen gefunden. Man wusste zunächst nicht, wann und von wem die ungewöhnlichen Stücke hergestellt wurden. Später wurde durch Vergleichsfunde klar, dass es sich um Münzen der Friesen aus dem 8. Jahrhundert handelt. Verbreitet sind diese Münzen vor allem an der friesischen und südenglischen Nordseeküste. Als Tausch- und Handelsware sind die friesischen Sceattas Zeugnis des Handels im Nordseegebiet. Die Vorgeschichte Hesels gehört zu den am besten erforschten in Ostfriesland.

### Mittelalter
Um das Jahr 900 wurde Hesel das erste Mal in den Registern des Klosters Werden erwähnt. Zwischen 1170 und 1184 wurde das Prämonstratenserinnenkloster Barthe gegründet, um 1300 die Kommende Hasselt. Beide hatten mehrere Vorwerke im heutigen Gemeindegebiet.
Im Mittelalter gehörte Hesel zur friesischen Landesgemeinde Moormerland. Nach der Zeit der friesischen Freiheit konnte sich keine lokale Häuptlingsherrschaft etablieren, da die Böden Hesels zu sandig waren und keinen Reichtum hervorbrachten. Die Bedeutung Hesels ist daher in den ansässigen Klosteranlagen zu suchen. Im Konflikt zwischen dem Häuptling Focko Ukena und dem Freiheitsbund der Sieben Ostfrieslande war Hesel wahrscheinlich Ort mindestens einer Auseinandersetzung. Hesel gehörte zu den Hooge LoogenG Ostfrieslands.

### Neuzeit
Nach der Errichtung der Grafschaft Ostfriesland gehörte Hesel zum Amt Stickhausen. Militärisch war Hesel nur schlecht geschützt. Im Dreißigjährigen Krieg wurde Hesel von den Mansfeldern heimgesucht. Dabei wurden unter anderem die Gutshöfe Barthe, Hasselt und Stikelkamp geplündert oder zerstört. Einige Siedlungsflecken Hesels wurden nach diesen Einfällen aufgegeben. Im Appell-Krieg wurde Hesel durch Leeraner Aufständische geplündert, und zu preußischer Zeit war der Ort im Siebenjährigen Krieg im Jahr 1761 Angriffsziel der Truppen des Conflans. Die Bewohner leisteten aber den Besatzern Widerstand und konnten sie vertreiben. Ab 1764 wurden die Randgebiete und das Moor um Hesel kolonisiert.
Unter französischer Verwaltung in den Jahren 1810 bis 1813 war Hesel Sitz einer Mairie, im Königreich Hannover einer Vogtei. Im Jahr 1885 wurde Hesel Teil des Landkreises Leer. Im 19. Jahrhundert wanderten etliche Heseler Familien in die USA aus. Einige von ihnen ließen sich in South Dakota nieder und gründeten dort im Hamlin County den Ort Hazel.
Im Zweiten Weltkrieg wurde Hesel in den letzten Kriegstagen noch Schauplatz einiger Gefechte. Kanadische und polnische Truppen rückten vom Süden her vor und zogen am 1. Mai 1945 in Hesel ein. Nach dem Krieg hatte Hesel einen Flüchtlingsanteil von etwa einem Viertel der Bevölkerung.
Am 17. Januar 1972 wurde die Gemeinde Hesel im Rahmen der Gemeindereform in Niedersachsen Mitglied und Verwaltungssitz der Samtgemeinde Hesel.

### Eingemeindungen
Am 1. Januar 1973 wurden bei der Gebietsreform in Niedersachsen die Gemeinde Neuemoor und ein Gebiet der Gemeinde Großefehn (Landkreis Aurich (Ostfriesland)) mit damals etwa 200 Einwohnern eingegliedert.

## Religion

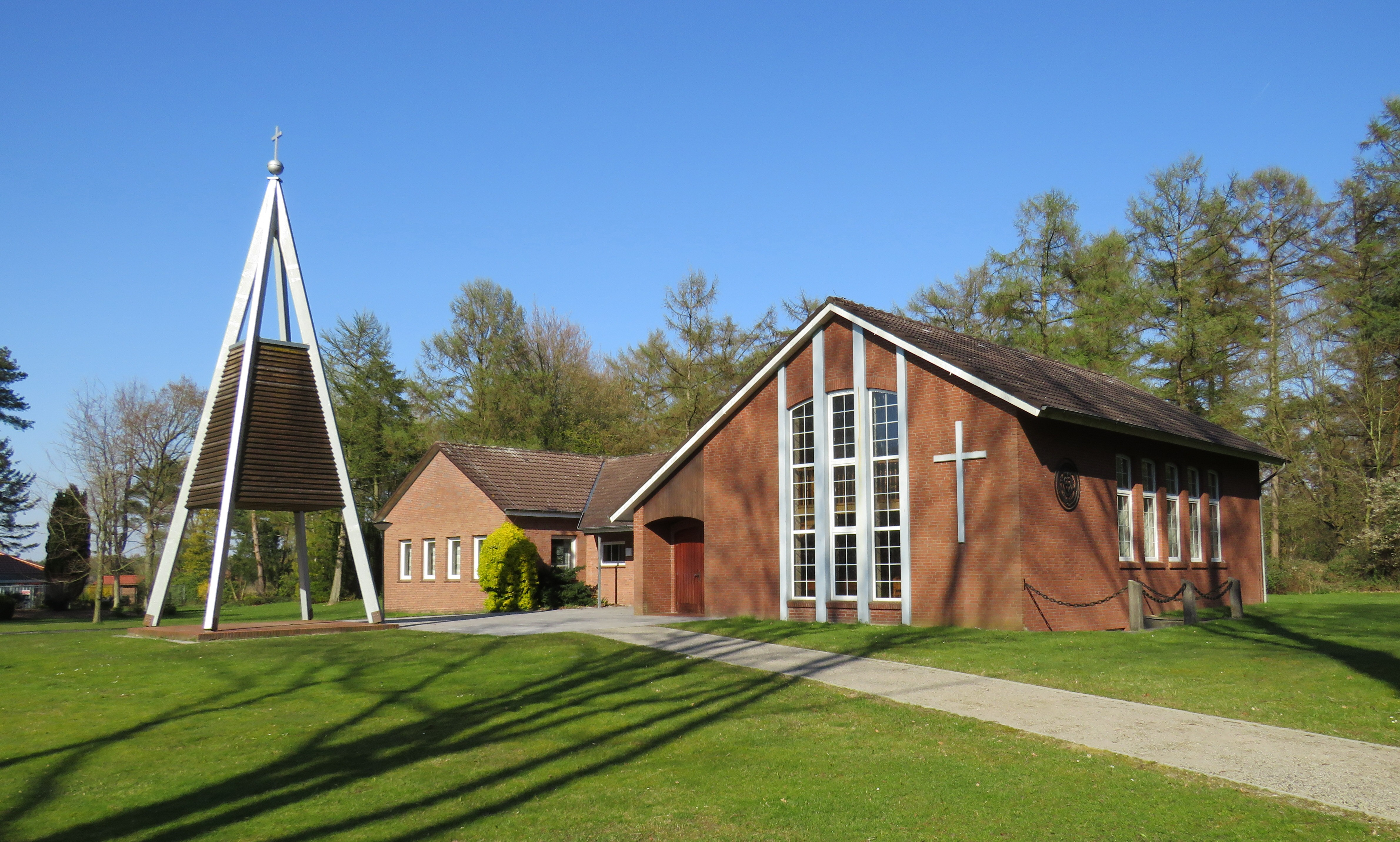
Kirche der SELK in Hesel

Hesel liegt im traditionell lutherischen Gebiet des protestantisch geprägten Ostfriesland. Neben der Evangelisch-Lutherischen Kirchengemeinde Liudgerikirche, die zur Landeskirche Hannover gehört, gibt es seit 1937 auch eine Selbständige Evangelisch-Lutherische Kirchengemeinde (SELK), die Kreuzgemeinde Hesel-Bagband. Im Jahr 2007 erfolgte die Gründung einer Freien evangelischen Gemeinde, die ein ehemaliges Geschäftshaus zum Gemeindezentrum umbaute. Auch evangelisch-freikirchliche Christen (Baptisten) besitzen in Hesel ein Zentrum, das so genannte Backstage. Organisatorisch ist diese Einrichtung an die Muttergemeinde in Firrel angebunden.

## Politik

### Gemeinderat
Der Rat der Gemeinde Hesel besteht aus 15 Ratsfrauen und Ratsherren. Dies ist die festgelegte Anzahl für die Mitgliedsgemeinde einer Samtgemeinde mit einer Einwohnerzahl zwischen 3001 und 5000 Einwohnern. Die 15 Ratsmitglieder werden durch eine Kommunalwahl für jeweils fünf Jahre gewählt. Die aktuelle Amtszeit begann am 1. November 2021 und endet am 31. Oktober 2026.
Die letzte niedersächsische Kommunalwahl vom 12. September 2021 ergab das folgende Ergebnis:
| Partei    | Anteilige Stimmen | Anzahl Sitze | Veränderung Stimmen | Veränderung Sitze |
| --------- | ----------------- | ------------ | ------------------- | ----------------- |
| SPD       | 33,3 %            | 5            | −1,9 %              | 0                 |
| CDU       | 51,9 %            | 8            | 0 %                 | 0                 |
| FDP       | 7,1 %             | 1            | +7,1 %              | +1                |
| die Basis | 4,1 %             | 1            | +4,3 %              | +1                |
| Die Linke | 3,6 %             | 0            | −0,8 %              | −1                |

Die Wahlbeteiligung bei der Kommunalwahl 2021 lag mit 61,5 % über dem niedersächsischen Durchschnitt von 57,1 %. Zum Vergleich – bei der vorherigen Kommunalwahl vom 11. September 2016 lag die Wahlbeteiligung bei 59,7 %.

### Bürgermeister
Der kommunale Bürgermeister ist Gerd Dählmann (CDU).

### Wappen
Blasonierung: „In Silber über grünem mit einem goldenen Posthorn belegten Schildfuß drei grüne Tannenbäume.“

## Verkehr
Hesel liegt am Kreuzungspunkt der ehemaligen Bundesstraße 75 (B 75) mit den heute noch bestehenden Bundesstraßen 72 und 436. Die alte Trasse der B 75 bis Oldenburg wurde überwiegend zur Landesstraße herabgestuft. Hier treffen Straßenverkehre nach und aus Richtung Leer, Aurich und Friesoythe zusammen. Bis zur Fertigstellung der Bundesautobahn 28 ab 1974 floss hier auch der Hauptverkehr von und nach Westerstede, Oldenburg und Bremen.
Hesel lag an der Kleinbahn Leer–Aurich–Wittmund.

## Kultur und Sehenswürdigkeiten

### Bauwerke

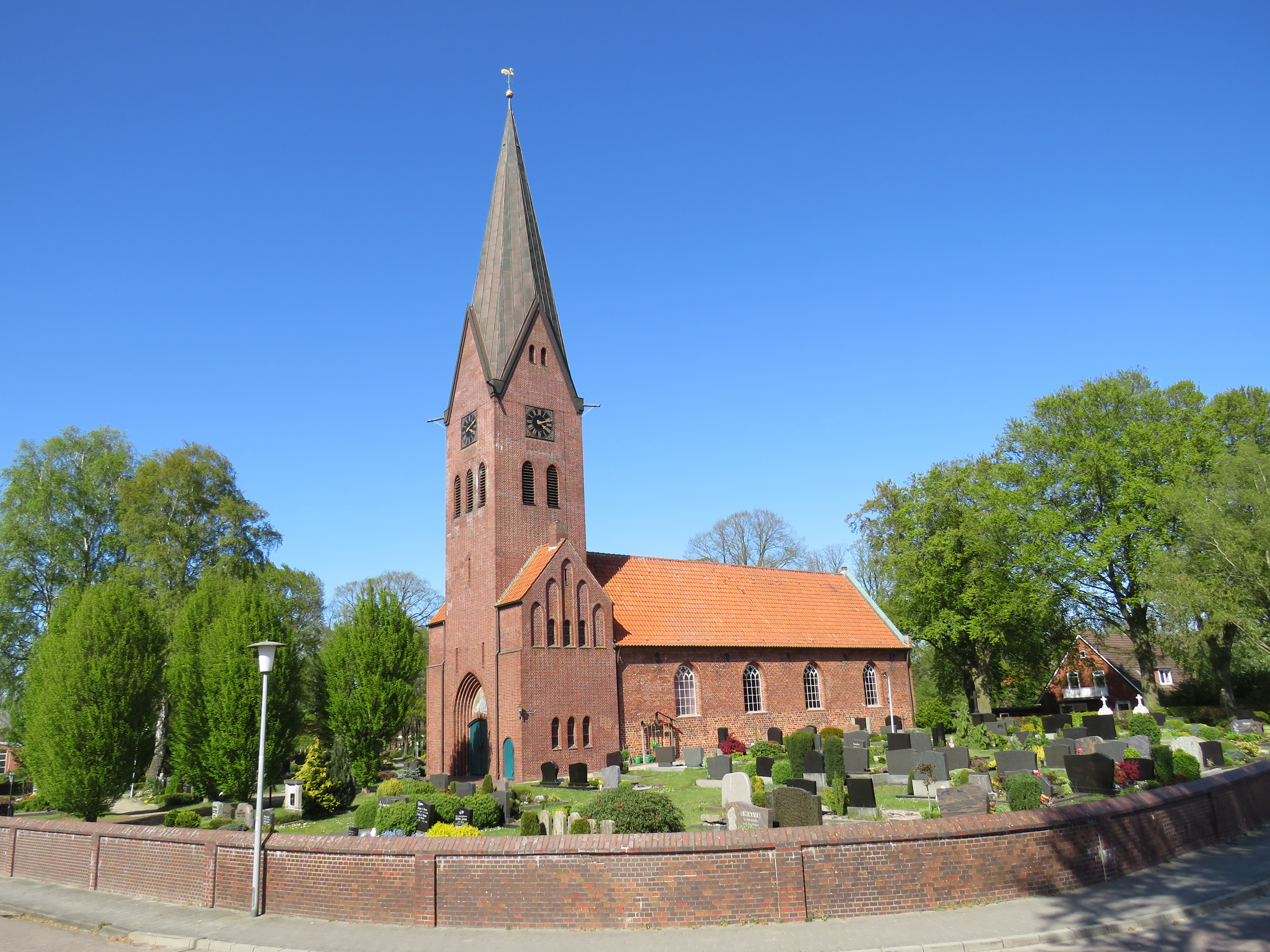
Liudgerikirche Hesel

- evangelische Liudgerikirche[8], 1742, nachgotisch

### Bildung
In Hesel gibt es eine Grundschule sowie die Oberschule „Kloster Barthe“. Daneben gibt es die Wilhelm-Busch-Schule für Lernhilfe. Weiterhin besteht in Hesel eine Außenstelle der Volkshochschule in Leer.

### Sport
In Hesel ist die Kreissportschule Ostfriesland angesiedelt. Außerdem gibt es Sport- und Schwimmvereine sowie einen Schützenverein.

## Wirtschaft
Die Discounter-Firma Aldi-Nord ist mit einer ihrer Regionalniederlassungen ansässig, zuzüglich eines großflächigen Zentrallagers.